# William Woodman Graham
William Woodman Graham foi um alpinista britânico que liderou a primeira expedição de alpinismo puro ao Himalaias e pode ter estabelecido um recorde mundial de altitude (7 412 metros) no Kabru. Motivado pela aventura e não pelo desejo de ser famoso, ele tinha pouco interesse em divulgar suas escaladas e, como resultado, relativamente pouco se sabe sobre sua vida e suas realizações.

## Juventude
Graham nasceu no verão de 1959 em Woodberry Down ou em Harrow, Londres, no Reino Unido, filho de William Frederick e de Louisa Graham (nascida Neron ou Heron). Em 8 de dezembro de 1880, ele recebeu um B.A. da faculdade New College, em Oxford. Ele continuou como estudante de Direito e no final de dezembro de 1882 passou no exame no Middle Temple para se tornar um advogado. Graham é conhecido por ter escalado extensivamente nos Alpes, atingindo a maioria dos principais cumes. Em 20 de agosto de 1882, Auguste Cupelin Alphonse Payot e ele fizeram a primeira ascensão oficial do Dente do Gigante.

## Resumo

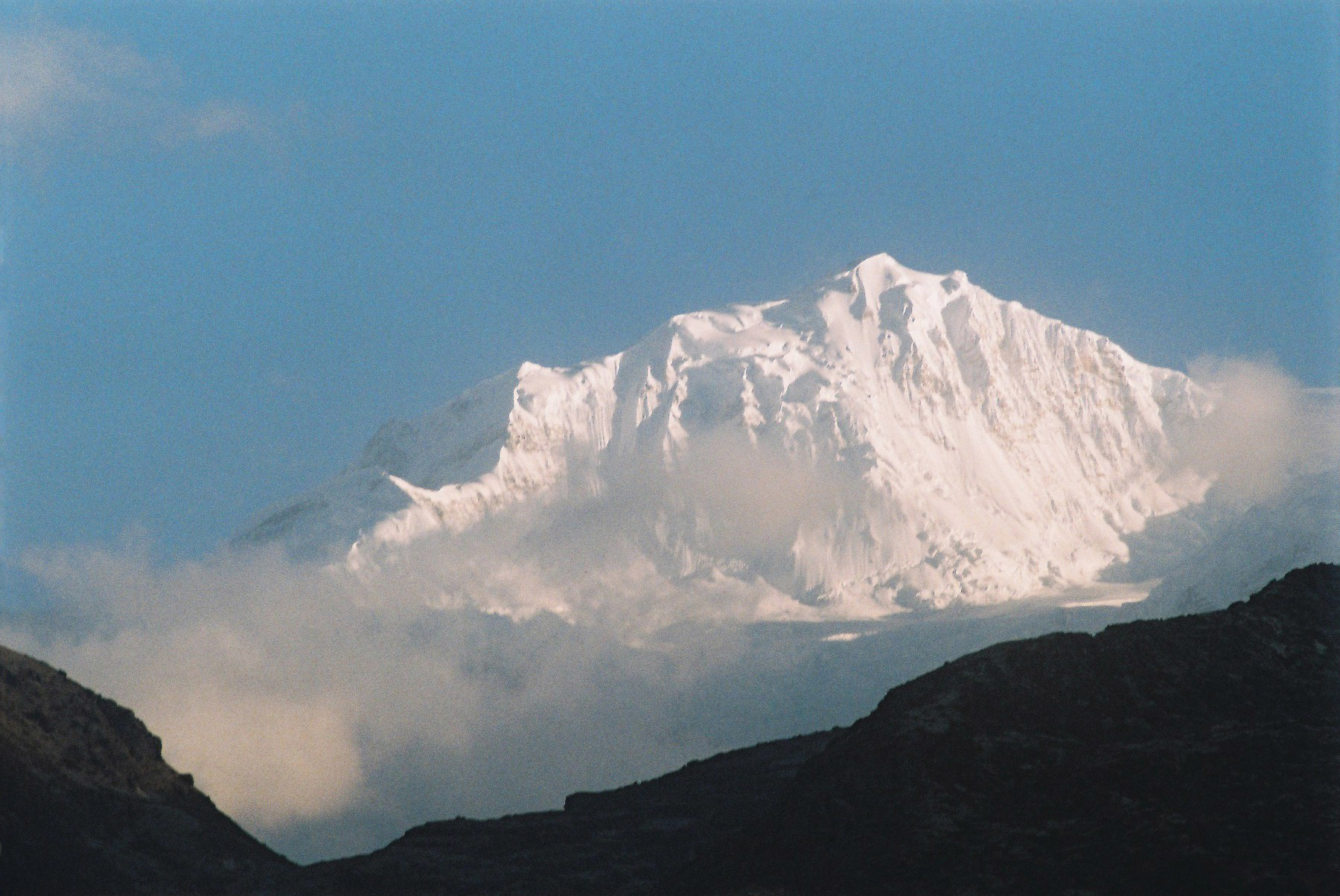
Kabru, que Graham escalou.

Fez inúmeras ascensões nos Alpes, incluindo a primeira escalada no pico da montanha do Dente do Gigante em 14 de agosto de 1882, com seus guias alpinos Auguste Cupelin e Alphonse Payot.[carece de fontes?]
Em 1883, pouco depois de se formar como advogado, Graham realizou uma expedição ao Himalaia Garhwal com o guia suíço Josef Imboden. Com um grupo de alpino, Graham fez uma expedição de alta montanha na região de Kanchengjunga, onde escalaram a zona leste do Kabru em três dias, atingindo o topo em 8 de setembro. Feita escalada de 7 349 metros, Kabru foi a montanha mais alta já registrada, e essa ascensão foi e continua sendo a mais controversa da expedição de Graham.[carece de fontes?]
Após a expedição no Kabru, Graham fez várias tentativas em outros cumes nas proximidades, mas foi interrompido pela chegada do inverno.

## Vida posterior
Ele desapareceu da história do alpinismo após seu primeiro ano nos Himalaias e depois de fazer seu relatório inicial de sua expedição ao Himalaia ele nunca fez mais nenhum comentário ou se envolveu na controvérsia que se seguiu. Durante muitos anos, havia rumores de que ele perdeu todo o seu dinheiro e terminou seus dias como boiadeiro nos Estados Unidos. Em vez disso, ele logo se mudou para o México, onde, em outubro de 1888, ele obteve os direitos de explorar e aproveitar até trinta minas dentro de uma área de seiscentos quilômetros quadrados das Barrancas del Cobre em Chihuahua. Em 1898, ele ainda se encontrava registrado como (o único) dono de uma companhia de mineração nas Barrancas del Cobre. Em 8 de agosto de 1900, na capital mexicana, Cidade do México, casou-se com Marie Heimké. Marie era a filha de William Heimké, desde 1895 cônsul estadunidense em Chihuahua e mais tarde embaixador extraordinário e ministro plenipotenciário da Guatemala e de El Salvador. A esposa de Graham morreu jovem, após ser vítima de um ataque cardíaco em 18 de julho de 1904, na Cidade do México. Em seu obituário, ele foi descrito como banqueiro, mas até 1910 Graham trabalhou como engenheiro de minas em Durango e era associado da Sociedade Estadunidense de Engenheiros. De 1910 até 1932, atuou como cônsul britânico em Durango. Em 1927, quando saiu de férias nos Estados Unidos por três meses, ele era casado com uma pessoa chamada Anette. O ano de sua morte é desconhecido.